# HC Amiens Somme
Der Hockey Club Amiens Somme (auch Gothiques d’Amiens) ist ein 1967 gegründeter Eishockeyclub der Stadt Amiens in Frankreich. Der Club wurde in den Jahren 1999 und 2004 Französischer Meister im Eishockey und in den Jahren 1989, 1997, 1998, 2003 und 2006 Vizemeister. Die Spiele in der französischen Ligue Magnus werden in dem 3400 Zuschauer fassenden Coliséum ausgetragen.

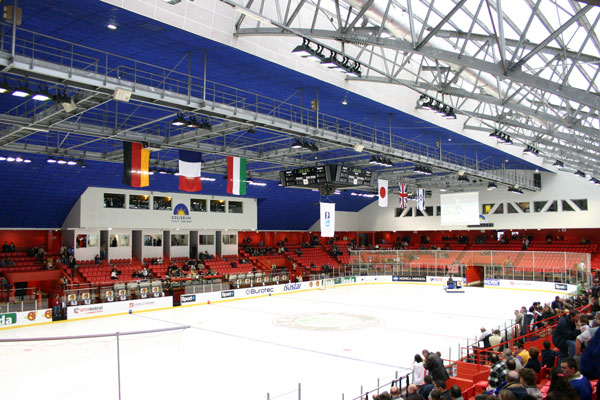
Das Coliséum vor einem Spiel der Gothiques